# Richard Linklater
Richard Linklater (f. 30. juli 1960) er en amerikansk filminstruktør.
Han står blandt andet for "snakkefilmstriologien" Before Sunrise, Before Sunset og Before Midnight.

## Udvalgt filmografi
- Slacker (1991)
- Dazed and Confused (1993)
- Before Sunrise (1995)
- subUrbia (1996)
- Waking Life (2001)
- School of Rock (2003)
- A Scanner Darkly (2006)
- Boyhood (2014)